# Guyver: Out of Control
Гайвер: Вне контроля (англ. Guyver: Out of Control) — полнометражное аниме, основанное на манге Ёсики Такая Гайвер: Био-Усиливающая Броня (англ. «The Guyver: Bio-Booster Armour»), хотя и несколько отличающейся от неё. Аниме было снято в Японии в 1986 году, а релиз состоялся в США и Канаде в 1993 году.

## Предыстория
Давным-давно инопланетяне из разных частей Вселенной прилетели на Землю. Их целью было создание мощнейшего биологического оружия для ведения инопланетных войн. С этой целью они создали на Земле жизнь и стали постепенно выводить всё новые виды живых организмов. Так появились все растения и животные, населяющие Землю, а также и человек. Но человек не был конечным продуктом эволюции: инопланетяне создали Зоаноидов — генетически изменённых людей, которые могут трансформироваться в монстров. Зоаноиды подчинялись телепатическим сигналам инопланетян, и они могли управлять Зоаноидами по своему усмотрению. Но однажды инопланетяне создали гайвера — ещё один вид биологического оружия, представляющий собой биомеханическую броню. Человек в такой броне становился невероятно сильным. Однако в ходе экспериментов оказалось, что гайвер не поддаётся контролю в отличие от Зоаноидов. гайвер отказался принять первоначальный облик носителя и убил тестового зоаноида, с помощью которого проводили испытания гайвера. Инопланетянам с большим трудом удалось убить носителя, а затем они покинули Землю. Почему они это сделали неизвестно: возможно они испугались последствий своих изобретений, в частности гайвера. Само название гайвер означает «Неконтролируемый», «Не поддающийся контролю», «Вне контроля», так как инопланетяне не смогли контролировать его.

## Сюжет
Возвращаясь домой, ученики Сё Фукамати (англ. «Shō Fukamachi») и Мицуки Сигава (англ. «Mizuki Segawa») случайно нашли один из трёх блоков гайверов (англ. «Bio Booster Armor»), которые были украдены у корпорации Кронос. Блок гайвера случайно активировался с Сё, превратив его в гайвера, с помощью которого Сё жестоко убил заставших его и Мицуки, за кражей блока, Зоаноидов, а одному из Зоаноидов Сё оторвал руки, сломал рог и оторвал голову. Тем временем девушка, работающая в корпорации Кронос, детектив Валькирия (англ. Valcuria) завладела вторым блоком и стала Гайвером 2, Сё. Она похитила Мицуки, чтобы остановить Сё и завладеть Гайвером 1.

## Отличия от манги
Несмотря на то, что Вне контроля (англ. «Out of Control») основана на первых четырёх главах манги Гайвер (англ. «Guyver»)), она существенно отличается по характеру развития событий. В аниме не показан лучший друг Сё Тэцуро Сэгава (англ. "Tetsuro Segawa"), его роль была отведена Мицуки. Валькирия заменила Освальда Лискера (англ. "Oswald A. Lisker"), который в манге был носителем Гайвера 2. Гайвер 3 также присутствует в аниме, но о нём никакой информации в аниме не содержится, так как он появляется только в финальной сцене.

## Роли озвучивали
| Сэйю             | Персонаж                    |
| ---------------- | --------------------------- |
| Ю Мидзусима      | Сё Фукамати / Гайвер        |
| Митиэ Томидзава  | Мицуки Сэгава               |
| Кэйко Тода       | Валькирия                   |
| Дзюн Хадзуми     | Макасима                    |
| Норио Вакамото   | Инспектор Исивари           |
| Юдзи Фудзисиро   | Детектив Акицу              |
| Ясуро Танака     | Водитель грузовика          |
| Аи Сато          | Мать                        |
| Мититака Кобаяси | Мармот                      |
| Нодзому Сасаки   | Друг Сё                     |
| Ю Огура          | Ученик школы, где учился Сё |
| Фумихико Татики  | Солдат Кроноса              |
| Дзюрота Косуги   | Гайвер 3                    |